# Orthonevra karumaiensis
Orthonevra karumaiensis är en tvåvingeart som först beskrevs av Matsumura 1916.  Orthonevra karumaiensis ingår i släktet glansblomflugor, och familjen blomflugor. Inga underarter finns listade i Catalogue of Life.